# Herluf Trolle
Herluf Trolle, danski admiral, * 1516, † 1565.